# 전강 (1898년)
전강(田岡, 1898년 ~ 1974년)은 한국 현대 불교의 대선사이며, 석가모니 이래 제77대 조사이다. 경허(75대) - 만공(76대) - 전강(77대)으로 법맥이 이어졌다. 조사는 전 세계에 한 명이고, 선지식은 전 세계에 다수이다. 둘 다 깨달은 사람, 즉 부처를 말한다.

## 연표
- 1898년 11월 16일 - 전라남도 곡성군 입면 대장리에서 출생
- 1913년 - 해인사에서 제산화상(霽山和尙)을 은사로, 응해화상(應海和尙)을 계사(戒師)로 출가. 16세
- 1921년 - 전라남도 곡성군 태안사에서 깨달음. 23살
- 1923년 - 만공스님으로부터 전법게를 받고 선종 제77대 조사가 됨. 25세
- 1931년 - 통도사 보광선원 조실. 33세
- 1934년 - 법주사 복천선원 조실. 37세
- 1936년 - 김천 수도선원 조실. 39세
- 1948년 - 광주 자운사 조실. 51세
- 1960년 - 도봉산 망월사 조실. 63세
- 1961년 - 인천 용화사 법보선원 개설. 64세

## 인가
혜월, 혜봉, 용성, 한암, 만공, 보월 등 당대의 6대 선지식들로부터 모두 견성을 인가받았다. 만공스님한테 가서 처음에 한 번 탈락하고 다시 찾아가서 인가를 받았다. 인가란 정말 깨달았는지 여부를 시험해 보고 합격 판정을 하는 것을 말한다. 선불교에서는 인가가 매우 중요하며, 자신보다 먼저 깨달은 수행자에게 모두 인가받는 것이 관례다.

## 보월
보월은 만공의 맏제자로 깨달은 승려이다. 만공의 법맥을 이었다. 문제는, 법맥을 이은 제자가 스승보다 먼저, 40세에 요절했다는 것이다. 물론 보월은 열반하기 전에 제자인 금오를 인가했다. 그러나 이 문제로, 법맥이 금오로 가는가 아니면 만공이 새로 법맥을 정해주어야 하는가가 문제되었고, 만공은 전강을 새로운 법맥으로 인정했다. 대신 만공은 금오에게 보월의 법맥임을 증명하는 건당식을 열어주고 전법게를 내렸다. 그리하여 석가모니 이래 선불교 제76대 조사는 만공이고, 제77대 조사는 전강이 되었다.

## 제자
중국 당나라 때 "남혜능 북신수"", "남설봉 북조주"에 빗대어, 70년대 한국 불교는 "남경봉 북전강" 이었다가, 오늘날은 "남진제 북송담"이라고 하는데, 인천 용화사의 송담은 전강의 맏제자이다.

## 같이 보기
- 조사 (불교)
- 선불교